# Dasypogon (djur)
Dasypogon är ett släkte av tvåvingar. Dasypogon ingår i familjen rovflugor.

## Bildgalleri

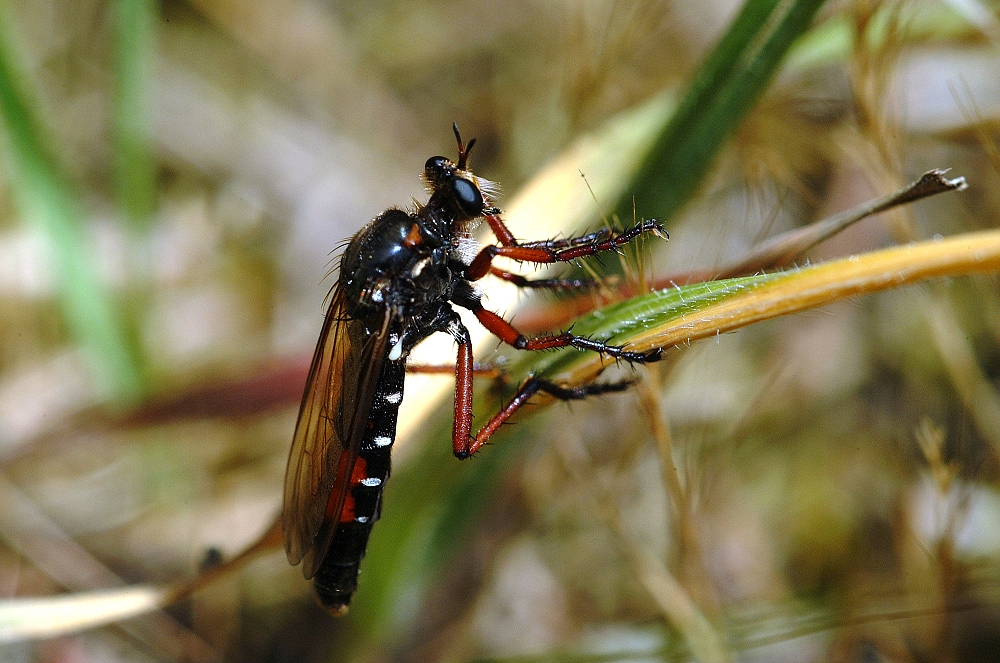
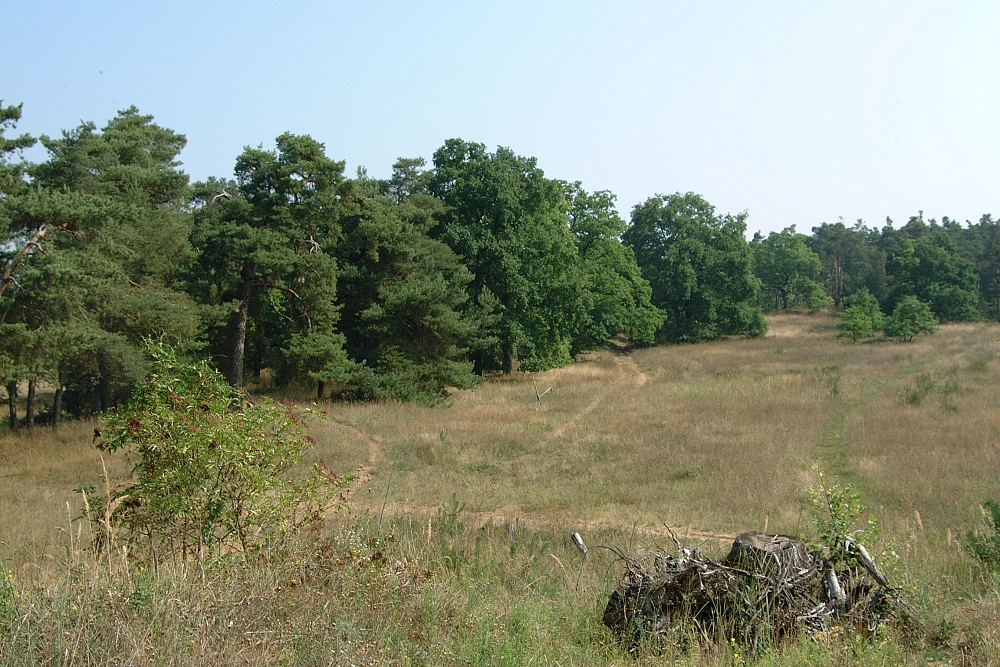
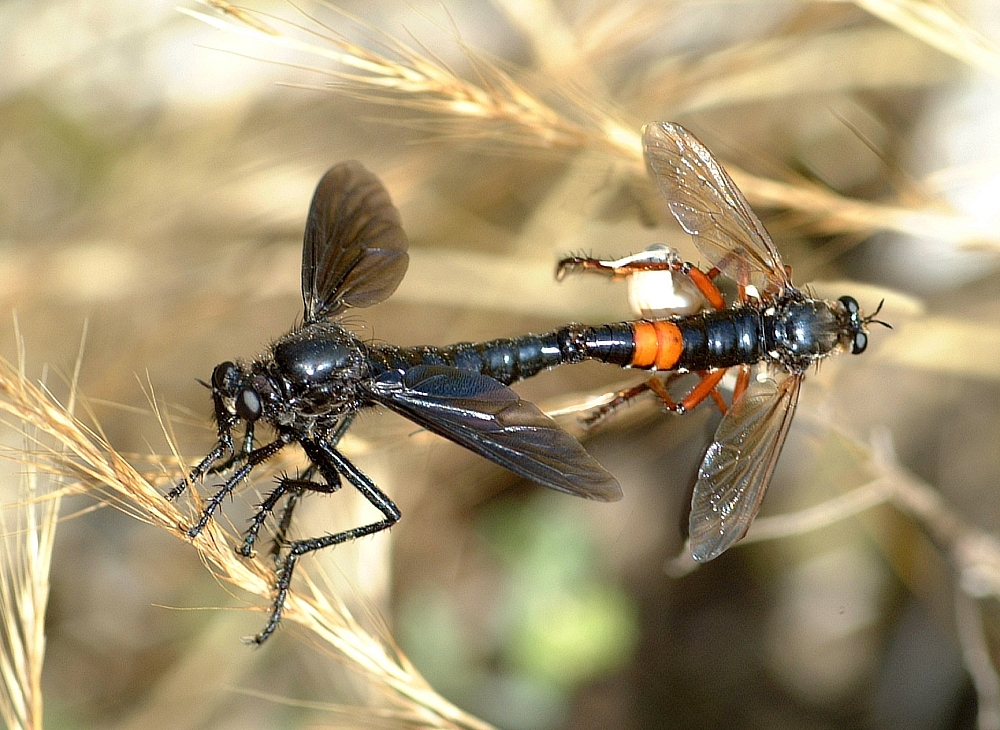
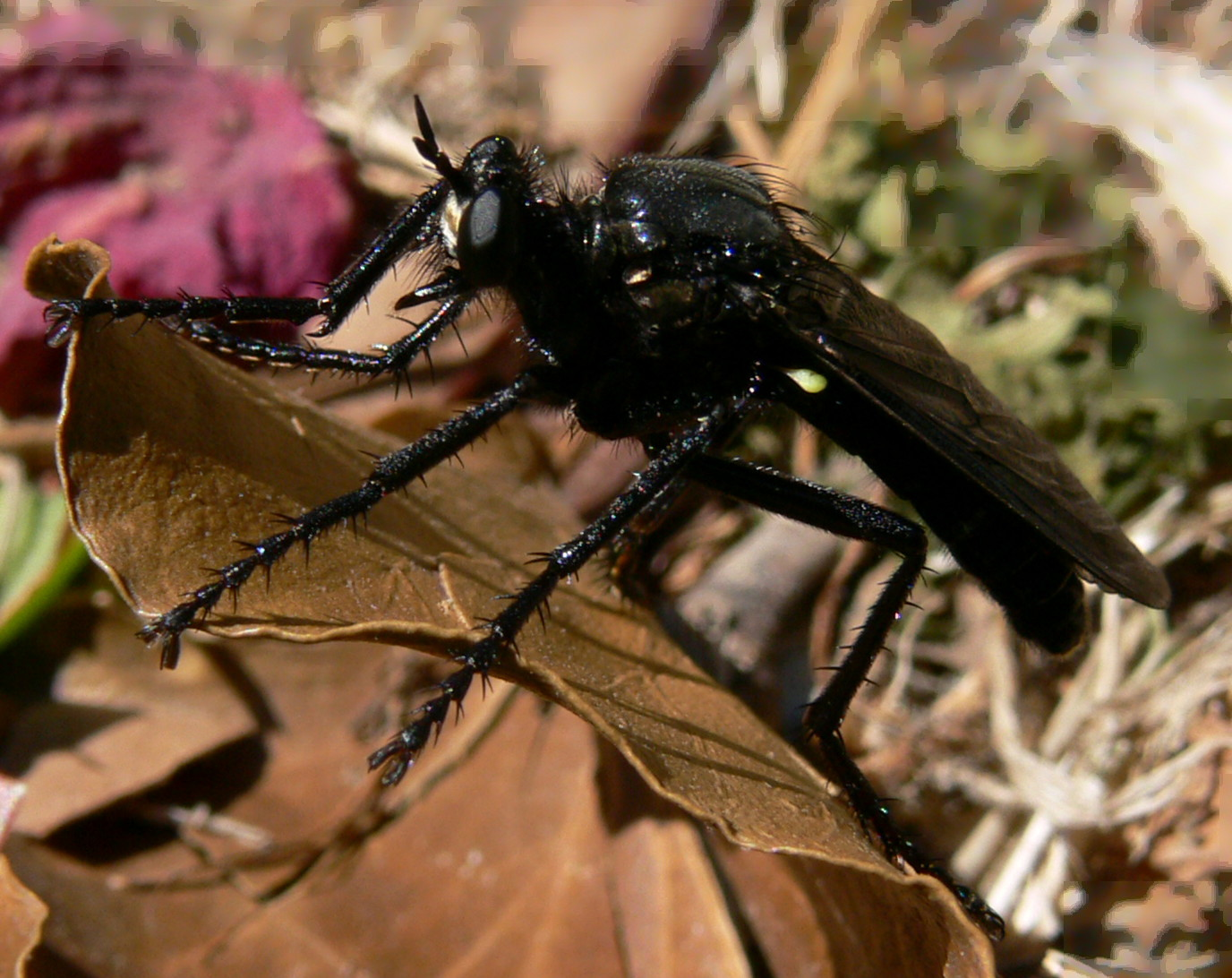
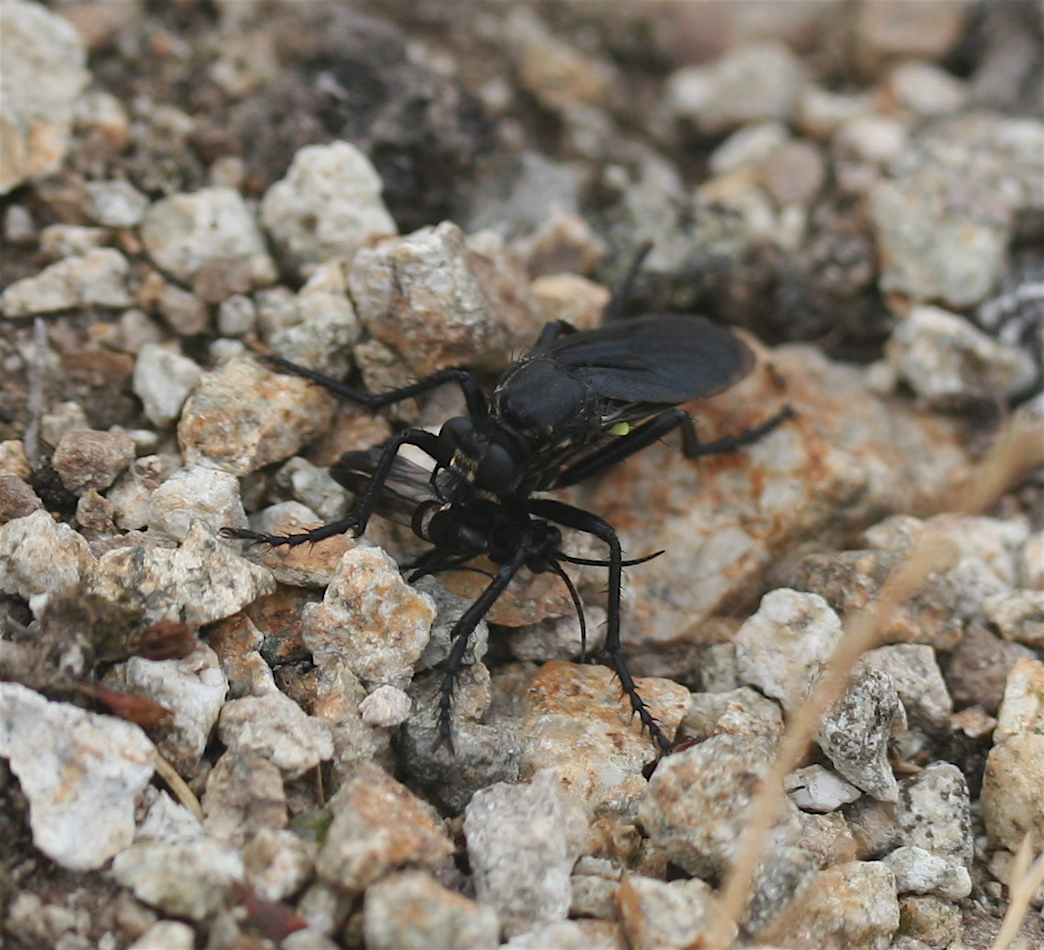
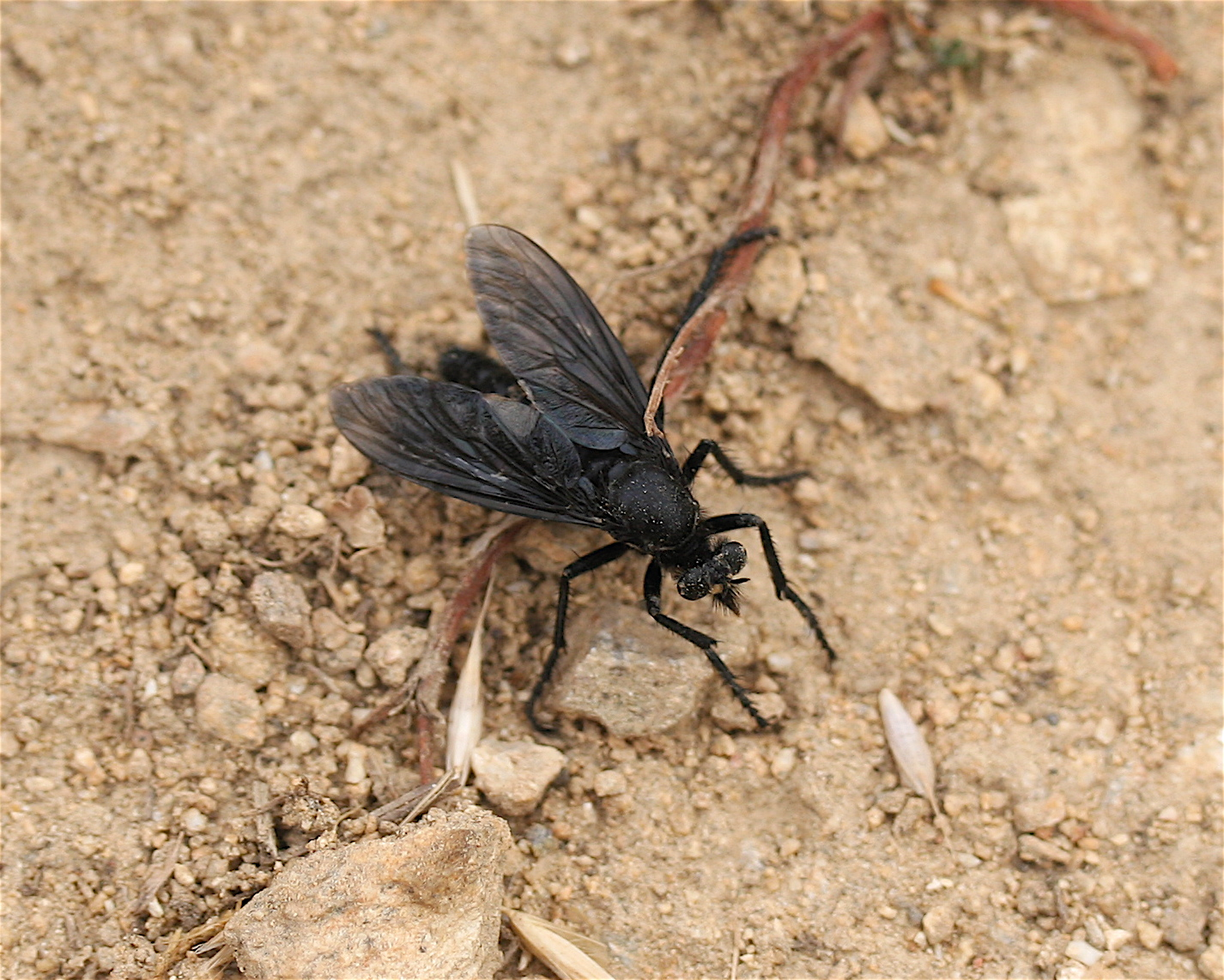

## Dottertaxa tillDasypogon, i alfabetisk ordning[1]
- Dasypogon acratus
- Dasypogon aegon
- Dasypogon aequalis
- Dasypogon agathyllus
- Dasypogon analis
- Dasypogon anemetus
- Dasypogon aphidas
- Dasypogon aphidnus
- Dasypogon arcuatus
- Dasypogon atratus
- Dasypogon atripennis
- Dasypogon atripes
- Dasypogon aurarius
- Dasypogon auripilus
- Dasypogon australis
- Dasypogon bacescui
- Dasypogon barrus
- Dasypogon bigoti
- Dasypogon bonariensis
- Dasypogon brevipennis
- Dasypogon caffer
- Dasypogon carvilius
- Dasypogon castigans
- Dasypogon caudatus
- Dasypogon cephicus
- Dasypogon cerretanus
- Dasypogon coon
- Dasypogon copreus
- Dasypogon costalis
- Dasypogon crassus
- Dasypogon diadema
- Dasypogon dorsalis
- Dasypogon equestris
- Dasypogon fabricii
- Dasypogon flavipennis
- Dasypogon fossius
- Dasypogon fraternus
- Dasypogon fuscipennis
- Dasypogon gerardi
- Dasypogon gougeleti
- Dasypogon grandis
- Dasypogon iberus
- Dasypogon insertus
- Dasypogon irinelae
- Dasypogon kugleri
- Dasypogon lebasii
- Dasypogon lenticeps
- Dasypogon longus
- Dasypogon luctuosus
- Dasypogon lugens
- Dasypogon magisi
- Dasypogon maricus
- Dasypogon melanopterus
- Dasypogon mexicanus
- Dasypogon nigriventris
- Dasypogon occlusus
- Dasypogon octonotatus
- Dasypogon olcesci
- Dasypogon parvus
- Dasypogon potitus
- Dasypogon pumilus
- Dasypogon punctipennis
- Dasypogon rapax
- Dasypogon regenstreifi
- Dasypogon reinhardi
- Dasypogon rubiginipennis
- Dasypogon rubiginosum
- Dasypogon rubinipes
- Dasypogon rufescens
- Dasypogon ruficauda
- Dasypogon rufipes
- Dasypogon rufiventris
- Dasypogon sericeus
- Dasypogon sicanus
- Dasypogon silanus
- Dasypogon tenuis
- Dasypogon torridus
- Dasypogon tragicus
- Dasypogon tripartitus
- Dasypogon tsacasi
- Dasypogon variabilis
- Dasypogon volcatius